# Bieuzy
Bieuzy (bret. Bieuzhi-an-Dour) – miejscowość i dawna gmina we Francji, w regionie Bretania, w departamencie Morbihan. W 2013 roku populacja ówczesnej gminy wynosiła 784 mieszkańców. 
W dniu 1 stycznia 2019 roku z połączenia dwóch ówczesnych gmin – Bieuzy oraz Pluméliau – powstała nowa gmina Pluméliau-Bieuzy. Siedzibą gminy została miejscowość Pluméliau. 